# Korsør Fæstning
Korsør Fæstning eller Korsør Slot er et tidligere borganlæg i Korsør på Vestsjælland. Det blev anlagt umiddelbart nord for den gamle bykerne på en lille ø ved indsejlingen til byen i 1300-tallet under Valdemar Atterdag, hvor det afløste et ældre anlæg kaldet Tårnborg længere inde i Korsør Nor. Under Karl Gustav-krigene fra 1657-1660 ombyggede svenskerne en del af sætningen med kanonbastioner, for bedre at kunne kontrollere sejladsen på Storebælt.
Slottet blev revet ned i 1700-tallet for i stedet at etablere et batteri. Slottets to fløje blev nedrevet i 1812. Blandt de bevarede dele er jordvoldene, flere bastioner og en tidligere magasinbygning i tre etager, der blev opført af Christian 4. omkring 1610, og som nu huser Korsør By- og Overfartsmuseum. Dertil kommer det store fæstningstårn på ca. 25 m, der sammen med Gåsetårnet i Vordingborg er de eneste bevarede fæstningstårne i Danmark som stammer fra Middelalderen. Det måler knap 9 m² i grundplan.
Herregården Tårnborg var knyttet til slottet.